# ITunes Session (Imagine Dragons)
iTunes Session è un EP degli Imagine Dragons, pubblicato il 28 maggio 2013.

## Tracce
1. It's Time – 4:05
2. Radioactive – 4:21
3. Amsterdam – 3:52
4. 30 Lives – 3:19
5. Destination – 3:53

## Formazione
- Dan Reynolds – voce, chitarra acustica
- Ben McKee – chitarra acustica, cori
- Wayne Sermon – chitarra acustica, cori
- Daniel Platzman – viola, percussioni, cori
- Ryan Walker – tamburello, cori

## Classifiche
| Classifica (2013)         | Posizione massima |
| ------------------------- | ----------------- |
| Stati Uniti               | 56                |
| Stati Uniti (digital)     | 23                |
| Stati Uniti (alternative) | 13                |
| Stati Uniti (rock)        | 17                |